# Herrarnas normala backe i backhoppning vid olympiska vinterspelen 2002
Herrarnas normala backe i backhoppning vid de olympiska vinterspelen 2002 i Salt Lake City, USA hölls den 10 februari 2002 vid Park City, Utah.

## Lagtävling
| Spel         | Guld                   | Silver                    | Brons               |
| Normal backe | Schweiz · Simon Ammann | Tyskland · Sven Hannawald | Polen · Adam Małysz |

## Resultat

### Kval
| Placering | Namn                 | Land           | Poäng | Noteringar |
| --------- | -------------------- | -------------- | ----- | ---------- |
| 1         | Janne Ahonen         | Finland        | 125,0 |            |
| 2         | Robert Kranjec       | Slovenien      | 122,0 |            |
| 2         | Primož Peterka       | Slovenien      | 122,0 |            |
| 4         | Toni Nieminen        | Finland        | 119,0 |            |
| 5         | Valery Kobelev       | Ryssland       | 118,0 |            |
| 5         | Michael Uhrmann      | Tyskland       | 118,0 |            |
| 7         | Christof Duffner     | Tyskland       | 117,5 |            |
| 7         | Nicolas Dessum       | Frankrike      | 117,5 |            |
| 9         | Anders Bardal        | Norge          | 116,0 |            |
| 10        | Robert Mateja        | Polen          | 115,5 |            |
| 11        | Alan Alborn          | USA            | 114,5 |            |
| 11        | Masahiko Harada      | Japan          | 114,5 |            |
| 13        | Veli-Matti Lindström | Finland        | 114,0 |            |
| 13        | Andreas Küttel       | Schweiz        | 114,0 |            |
| 15        | Sylvain Freiholz     | Schweiz        | 112,0 |            |
| 16        | Stanislav Filimonov  | Kazakstan      | 111,5 |            |
| 17        | Choi Yong-Jik        | Sydkorea       | 111,0 |            |
| 18        | Tommy Ingebrigtsen   | Norge          | 110,5 |            |
| 19        | Jan Mazoch           | Tjeckien       | 110,0 |            |
| 20        | Lars Bystøl          | Norge          | 109,5 |            |
| 21        | Roar Ljøkelsøy       | Norge          | 109,0 |            |
| 22        | Tomasz Pochwała      | Polen          | 108,5 |            |
| 23        | Damjan Fras          | Slovenien      | 108,0 |            |
| 24        | Maxim Polunin        | Kazakstan      | 106,5 |            |
| 24        | Kim Hyun-Ki          | Sydkorea       | 106,5 |            |
| 26        | Choi Heung-Chul      | Sydkorea       | 105,5 |            |
| 27        | Dmitry Chvykov       | Kirgizistan    | 104,0 |            |
| 28        | Hiroki Yamada        | Japan          | 103,0 |            |
| 29        | Noriaki Kasai        | Japan          | 101,5 |            |
| 29        | Kang Chil-Gu         | Sydkorea       | 101,5 |            |
| 31        | Wojciech Skupień     | Polen          | 97,0  |            |
| 32        | Jan Matura           | Tjeckien       | 95,5  |            |
| 33        | Andrey Lyskovets     | Belarus        | 95,0  |            |
| 33        | Jakub Janda          | Tjeckien       | 92,5  |            |
| 35        | Pavel Gayduk         | Kazakstan      | 92,0  |            |
| 36        | Michal Doležal       | Tjeckien       | 91,5  |            |
| 36        | Brendan Doran        | USA            | 91,5  |            |
| 38        | Aleksandr Korobov    | Kazakstan      | 90,5  |            |
| 39        | Clint Jones          | USA            | 89,5  |            |
| 39        | Brian Welch          | USA            | 89,5  |            |
| 41        | Ildar Fatkullin      | Ryssland       | 89,0  |            |
| 42        | Aleksandr Belov      | Ryssland       | 88,5  |            |
| 43        | Glynn Pedersen       | Storbritannien | 88,0  |            |
| 44        | Jaan Jüris           | Estland        | 79,0  |            |
| 45        | Georgi Zharkov       | Bulgarien      | 76,5  |            |
| 46        | Kakha Tsakadze       | Georgien       | 75,0  |            |
| 47        | Volodymyr Hlyvka     | Ukraina        | 72,0  |            |
| 48        | Aleksey Silayev      | Ryssland       | 56,0  |            |
| *         | Sven Hannawald       | Tyskland       | 133,0 | 1[›]       |
| *         | Simon Ammann         | Schweiz        | 132,0 | 1[›]       |
| *         | Adam Małysz          | Polen          | 128,0 | 1[›]       |
| *         | Kazuyoshi Funaki     | Japan          | 124,5 | 1[›]       |
| *         | Matti Hautamäki      | Finland        | 118,5 | 1[›]       |
| *         | Andreas Widhölzl     | Österrike      | 118,0 | 1[›]       |
| *         | Martin Schmitt       | Tyskland       | 117,5 | 1[›]       |
| *         | Peter Žonta          | Slovenien      | 116,5 | 1[›]       |
| *         | Martin Koch          | Österrike      | 114,5 | 1[›]       |
| *         | Martin Höllwarth     | Österrike      | 112,5 | 1[›]       |
| *         | Roberto Cecon        | Italien        | 103,5 | 1[›]       |
| *         | Stefan Horngacher    | Österrike      | 102,0 | 1[›]       |

^ 1: Dessa hoppare var för-kvalificerade och tävlade inte mot de andra i kvalet, men hoppade ändå.

### Final
| Placering | Namn                 | Land        | Hopp 1 | Placering | Hopp 2 | Placering | Totalt |
| --------- | -------------------- | ----------- | ------ | --------- | ------ | --------- | ------ |
| 1         | Simon Ammann         | Schweiz     | 133,5  | 1         | 135,5  | 2         | 269,0  |
| 2         | Sven Hannawald       | Tyskland    | 131,0  | 2         | 136,5  | 1         | 267,5  |
| 3         | Adam Małysz          | Polen       | 129,5  | 3         | 133,5  | 3         | 263,0  |
| 4         | Janne Ahonen         | Finland     | 128,0  | 4         | 133,5  | 3         | 261,5  |
| 5         | Veli-Matti Lindström | Finland     | 126,5  | 5         | 126,5  | 7         | 253,0  |
| 6         | Matti Hautamäki      | Finland     | 121,5  | 7         | 131,0  | 5         | 252,5  |
| 7         | Martin Schmitt       | Tyskland    | 125,5  | 6         | 124,5  | 9         | 250,0  |
| 8         | Michael Uhrmann      | Tyskland    | 118,0  | 12        | 127,0  | 6         | 245,0  |
| 9         | Kazuyoshi Funaki     | Japan       | 119,5  | 10        | 123,5  | 10        | 243,0  |
| 10        | Primož Peterka       | Slovenien   | 121,5  | 7         | 119,0  | 13        | 240,5  |
| 11        | Alan Alborn          | USA         | 118,0  | 12        | 122,0  | 12        | 240,0  |
| 11        | Stefan Horngacher    | Österrike   | 117,5  | 14        | 122,5  | 11        | 240,0  |
| 13        | Peter Žonta          | Slovenien   | 114,0  | 24        | 125,5  | 8         | 239,5  |
| 14        | Martin Koch          | Österrike   | 120,5  | 9         | 116,5  | 19        | 237,0  |
| 15        | Robert Kranjec       | Slovenien   | 117,5  | 14        | 118,5  | 14        | 236,0  |
| 16        | Toni Nieminen        | Finland     | 117,0  | 18        | 118,5  | 14        | 235,5  |
| 17        | Christof Duffner     | Tyskland    | 117,5  | 14        | 117,5  | 16        | 235,0  |
| 18        | Roar Ljøkelsøy       | Norge       | 119,0  | 11        | 114,5  | 24        | 233,5  |
| 19        | Roberto Cecon        | Italien     | 117,0  | 18        | 116,0  | 20        | 233,0  |
| 20        | Masahiko Harada      | Japan       | 117,5  | 14        | 114,5  | 24        | 232,0  |
| 20        | Tommy Ingebrigtsen   | Norge       | 116,5  | 20        | 115,5  | 21        | 232,0  |
| 22        | Nicolas Dessum       | Frankrike   | 114,0  | 24        | 117,5  | 16        | 231,5  |
| 22        | Andreas Küttel       | Schweiz     | 114,0  | 24        | 117,5  | 16        | 231,5  |
| 24        | Andreas Widhölzl     | Österrike   | 115,0  | 22        | 115,5  | 21        | 230,5  |
| 25        | Sylvain Freiholz     | Schweiz     | 113,0  | 27        | 115,0  | 23        | 228,0  |
| 25        | Martin Höllwarth     | Österrike   | 115,0  | 22        | 113,0  | 28        | 228,0  |
| 27        | Anders Bardal        | Norge       | 116,5  | 20        | 110,5  | 29        | 227,0  |
| 28        | Damjan Fras          | Slovenien   | 110,5  | 30        | 114,5  | 24        | 225,0  |
| 29        | Valery Kobelev       | Ryssland    | 111,0  | 29        | 113,5  | 27        | 224,5  |
| 30        | Choi Heung-Chul      | Sydkorea    | 110,5  | 30        | 105,5  | 30        | 216,0  |
| 31        | Lars Bystøl          | Norge       | 110,5  | 30        | 104,5  | 31        | 215,0  |
| 32        | Stanislav Filimonov  | Kazakstan   | 111,5  | 28        | 98,0   | 32        | 209,5  |
| 33        | Hiroki Yamada        | Japan       | 109,5  | 33        | —      | —         |        |
| 34        | Choi Yong-Jik        | Sydkorea    | 109,0  | 34        | —      | —         |        |
| 35        | Jan Mazoch           | Tjeckien    | 108,5  | 35        | —      | —         |        |
| 36        | Kim Hyun-Ki          | Sydkorea    | 106,0  | 36        | —      | —         |        |
| 37        | Robert Mateja        | Polen       | 104,5  | 37        | —      | —         |        |
| 38        | Maxim Polunin        | Kazakstan   | 103,5  | 38        | —      | —         |        |
| 39        | Jakub Janda          | Tjeckien    | 103,0  | 39        | —      | —         |        |
| 40        | Tomasz Pochwała      | Polen       | 102,0  | 40        | —      | —         |        |
| 41        | Dmitry Chvykov       | Kirgizistan | 101,5  | 41        | —      | —         |        |
| 42        | Andrey Lyskovets     | Belarus     | 98,0   | 42        | —      | —         |        |
| 42        | Wojciech Skupień     | Polen       | 98,0   | 42        | —      | —         |        |
| 44        | Brendan Doran        | USA         | 96,5   | 44        | —      | —         |        |
| 44        | Pavel Gayduk         | Kazakstan   | 96,5   | 44        | —      | —         |        |
| 46        | Kang Chil-Gu         | Sydkorea    | 96,0   | 46        | —      | —         |        |
| 47        | Jan Matura           | Tjeckien    | 91,5   | 47        | —      | —         |        |
| 48        | Aleksandr Korobov    | Kazakstan   | 85,5   | 48        | —      | —         |        |
| 49        | Noriaki Kasai        | Japan       | 83,0   | 49        | —      | —         |        |
| 50        | Michal Doležal       | Tjeckien    | 82,5   | 50        | —      | —         |        |